# Kap Columbia
Kap Columbia er det nordligste punkt i Canada og ligger på Ellesmere Island i Qikiqtaaluk-regionen i Nunavut. Det markere det mest vestlige kystpunkt ved Lincolnhavet i Ishavet. Det er det nordligste punkt på land uden for Grønland og afstanden til Nordpolen er 769 km.

## Historie
I 1876 var Pelham Aldrich den første europæer, der nåede Kap Columbia. Han var løjtnant i under ekspeditionen (1875-76) med den britiske opdagelsesrejsende George Nares. 

### Peary
Robert Peary valgte Kap Columbia til det nordligste depot under hans sidste forsøg på at nå Nordpolen i 1909. Dette blev valgt både fordi det var tæt på, men også fordi det var langt nok vest på til at være væk fra strømme af isbjerge der flød ned igennem Robesonkanalen. Fra Kap Columbia planlagde hans gruppe at bevæge sig direkte nordpå over isen i Ishavet. Hans vinterlejr og skibet Roosevelt lå 140 km sydøst for Kap Sheridan nær Alert.
Pearys slædedivision forlod Roosevelt fra 15.-22. februar 1909, og samlede ved Kap Columbia. Den 1. marts forlod ekspeditionen Kap Columbia over Ishavet mod Nordpolen. Den 84. nordlige breddekreds blev krydset de 18. marts og den 86. breddekreds den 23. marts. Peary kom tilbage til Kap Columbia den 23. april. Han påstod at have nået Nordpolen, men det har siden været genstand for meget debat. Nogle polarhistorikerer tror at Peary ærligt var overbevist om at have nået Nordpolen, mens andre mener at han med vilje overdrev sin bedrifter.